# Società Anonima degli Omnibus

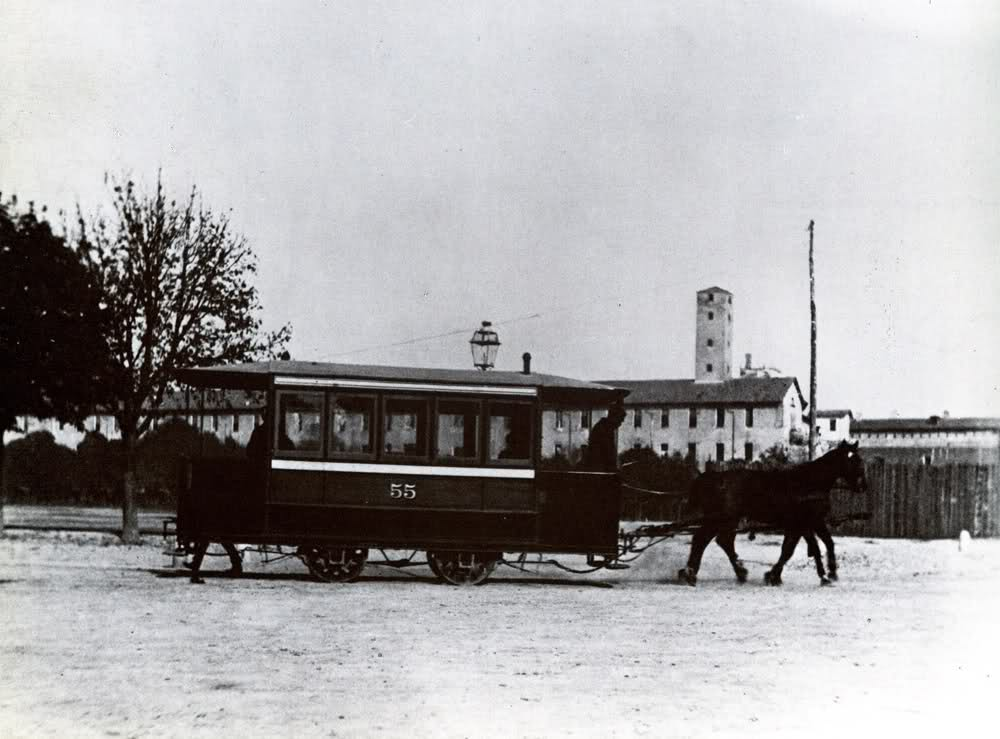
Tram a cavalli SAO, intorno al 1890

La Società Anonima degli Omnibus (SAO) era una società che gestì il trasporto pubblico della città di Milano nella seconda metà del XIX secolo.

## Storia
Alla fine degli anni cinquanta dell'Ottocento a Milano funzionava qualche omnibus ad un solo cavallo, che faceva servizio passeggeri fra il centro e la stazione ferroviaria, alla tariffa di 25 centesimi.
Si sentiva tuttavia l'esigenza di collegamenti regolari fra i quartieri della città.
La Società Anonima degli Omnibus venne fondata a Milano il 28 giugno 1861 da Emilio Osculati, per esercire le linee di omnibus della città.
Ottenuta la concessione, la SAO iniziò l'esercizio di tre linee il 1º gennaio 1862, progressivamente ampliate fino a undici linee nel 1865.

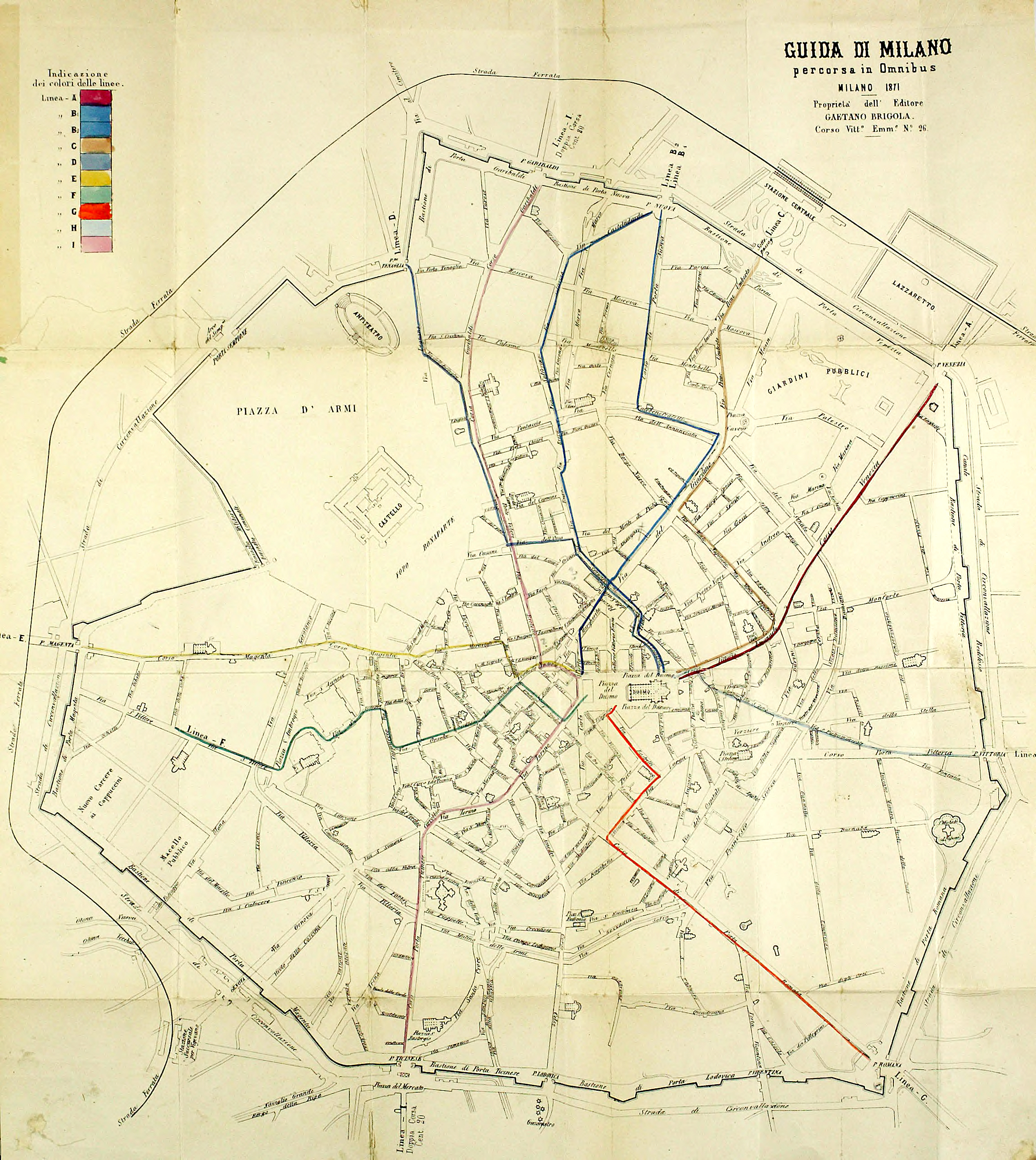
Mappa delle linee di omnibus a Milano nel 1871

Inizialmente il biglietto costava dieci centesimi, eccetto i collegamenti con la stazione, che erano rimasti a venticinque centesimi. Le corse si susseguivano ogni cinque minuti. Le vetture ad un solo cavallo e otto posti vennero gradualmente sostituite sulle linee principali da carrozze a due cavalli e quattordici o sedici posti.
La società aveva due stabilimenti principali: il più antico in Porta Venezia tra via Spallanzani, via Melzo e via Sirtori costruito nel 1861 e ampliato nel 1869 quando la società assunse per conto del comune il servizio dei trasporti funebri e nel 1878 per i fabbricati delle officine, resi necessari per il servizio di tramways, per la riparazione e produzione del materiale occorrente, il più recente in Porta Volta.
Il primo stabilimento ospitava 580 cavalli, quello di Porta Volta 426, le vetture erano ospitate sotto tettoie aperte.
Nel decennio successivo l'attenzione della SAO si spostò sulle tranvie a cavalli; nel 1876 ottenne dalla Provincia la concessione per la tranvia Milano-Monza, a cui seguì due anni più tardi la concessione comunale per la tranvia di circonvallazione. Nel 1881, dopo anni di discussioni e in occasione della grande Esposizione Nazionale di Milano, la SAO attivò le prime tranvie della rete urbana, per le quali aveva ottenuto una concessione quindicennale. Infine, nel 1882 venne attivata la Milano-Affori, e nel 1884 la Milano-Corsico.
Nel 1888 la SAO introdusse in Italia la pubblicità autofilotranviaria: infatti la società stipulò con Fernand du Chêne de Vère un accordo per l'installazione di cartelli pubblicitari all'esterno delle vetture. A Milano e provincia cominciarono quindi ad apparire le prime vetture tranviarie dotate di cartelloni pubblicitari, i quali venivano montati sui tetti delle vetture. Pochi anni più tardi, dal 1894, cominciò a diffondersi anche la pubblicità interna alle vetture, con l'utilizzo di vetrofanie colorate e insegne su corrimano e soffitti.
Nel 1892 il comune concesse alla Edison l'impianto di una tranvia sperimentale a trazione elettrica, attivata l'anno successivo. Visti i buoni risultati, nel 1895 l'amministrazione comunale decise di non rinnovare la concessione alla SAO, e di cederla alla Edison allo scopo di elettrificare tutta la rete. Pertanto la SAO fu posta in liquidazione e integrata nel gruppo Edison.
L'elettrificazione della rete urbana si concluse nel 1898; la gestione delle tre linee extraurbane venne ceduta dalla SAO alla Edison alcuni anni più tardi, nel 1900 per la Milano-Monza e la Milano-Affori, e nel 1903 per la Milano-Corsico.
La SAO continuò ad operare nel settore dei servizi trasporto privati e comunali fino al 1928, con la nuova ragione sociale di Società Anonima Omnibus e Vetture (SAOV).

## Il deposito
Sono ancora riconoscibili in via Sirtori tre delle quattro scuderie dell'epoca da 44 cavalli, che ospitano gli uffici della società di consulenza Roland Berger in via Sirtori 32 e il negozio Nervesa in via Sirtori 26. Queste ultime erano state trasformate in fabbriche del ghiaccio. L'edificio di via Sirtori 32 conserva la struttura delle scuderie con il piano terreno per i cavalli con colonne in pietra ed il primo piano per il fienile con capriate in legno.

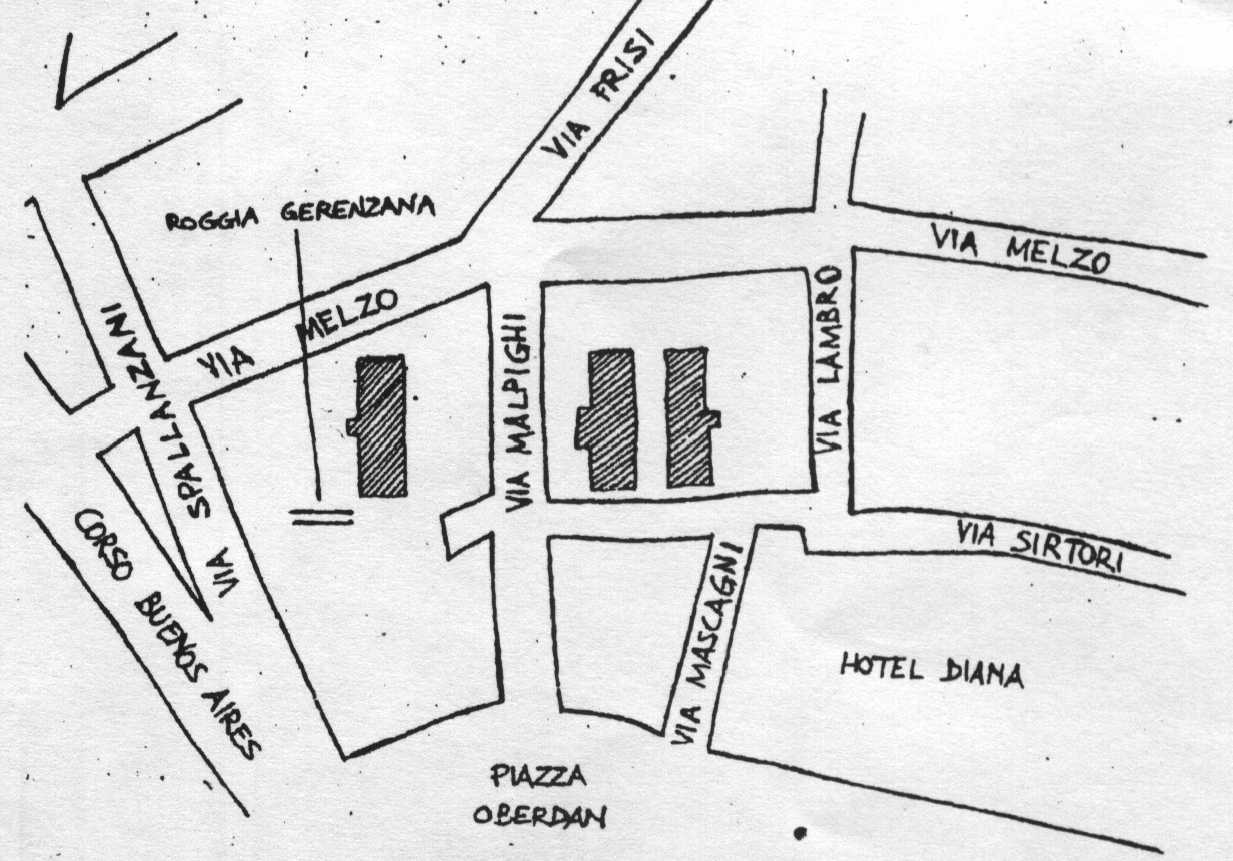
Scuderie sopravvissute in via Sirtori 32 e 26

Il primo collegamento telefonico italiano fu impiantato il 30 dicembre 1877 dai fratelli Gerosa di Milano, produttori di telefoni su licenza Bell, fra il deposito degli omnibus di Porta Venezia e la sede dei Pompieri Civici, a Palazzo Marino.
Lo stabilimento di Porta Volta sarà restaurato all'interno dei lavori per il Programma Integrato di Intervento Enel e adibito a museo della Fondazione ADI per il Design Italiano.